# Miguel de la Fuente

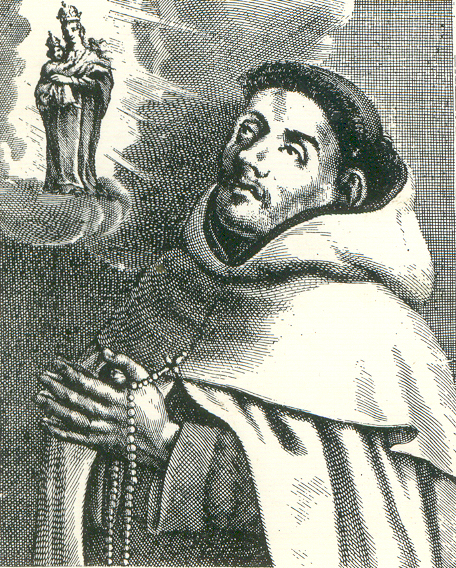
Retrato de Miguel de la Fuente según un grabado de Richard Collin

V.P. Miguel de la Fuente (Valdelaguna, Madrid, 2 de marzo de 1573- † Toledo 27 de noviembre de 1625) Según Menéndez Pelayo es uno de los cuatro místicos carmelitanos principales junto a San Juan de la Cruz, Santa Teresa y Fray Jerónimo Gracián.

## Biografía
Nacido en el seno de una familia campesina muy religiosa, con 15 años estudió gramática en el colegio de la Compañía de Jesús en Madrid. En 1593 ingresó en el noviciado de carmelitas de Valdemoro,(Madrid) donde, transcurrido un año hizo la profesión religiosa. Pasó a Salamanca donde estudió artes y teología entre 1549 y 1600. Influido por el ambiente estudiantil parece ser que su fervor religioso disminuyó. Se movió por varios conventos de Valladolid, Segovia y Ávila, aquí, tras una mala experiencia en la lectura de un sermón, vuelve a concentrase en una vida de rigor, ascetismo y predicación. En 1609 llega a Toledo, donde permanecerá hasta su muerte, para encargarse de la formación de los jóvenes novicios en el convento carmelitano.
Su intensa labor apostólica se extendió desde la atención a las religiosas de clausura y sacerdotes, hasta la población seglar, fundando numerosas cofradías en el medio rural de los Montes de Toledo y trabajando por la conversión de meretrices. Su fervor le mereció fama de santo. A mediados de agosto de 1625, mientras estaba fundando una cofradía en Villarejo de Salvanés, cayó enfermo retornando a Toledo. Tras cerca de tres meses de enfermedad murió el 27 de noviembre. Al día siguiente el pueblo toledano se volcó en masa sobre el convento del Carmen, tomándose medidas de precaución frente a la avalancha de fervorosos devotos. Su cuerpo se conserva en el convento de las MM. carmelitas de San José de Toledo. Pocos años después de su muerte comenzó el proceso de beatificación, cerrado el 25 de junio de 1635, quedando archivada la causa e ignorándose las causas por las que no siguió adelante. 
En su lecho de muerte fue retratado por Gonzalo Marín. Quizá este retrato sirvió de modelo para las tres efigies que conocemos: un grabado flamenco de Ricardo Collin que lo representa de medio cuerpo y orando ante una imagen de la Virgen. Otro retrato, también de medio cuerpo, conservado en la MM. Carmelitas de San José de Toledo. Por último un lienzo grande, de 1,50 por 1,20 metros en el Santuario de El Henar, Segovia.

## Obra
- Regla y modo de vida de los hermanos terceros y beatas de Ntra. Sra. del Carmen Toledo, 1615. Muy influido por el Manual de las beatas y de los hermanos terceros Sevilla, 1592 de Diego Martínez de Coria. Lo más interesante es el apartado Ejercicios de oración mental, un avance de su obra Las tres vidas del hombre
- Compendio historial de Ntra. Sra. del Carmen Toledo, 1619.
- Libro de las tres vidas del hombre. Corporal, racional y espiritual Toledo, 1623. Se trata de su obra más importante y la que le dio fama ya en su tiempo. Ninguna de las obras de los llamados místicos menores puede compararse con ella. La obra del místico carmelita se destaca, señera, entre todas las de su tiempo y adquiere, en aquel entonces, una significación bien definida. Según Menéndez Pelayo "el mejor tratado de psicología mística que tenemos en castellano, a lo menos que yo conozca". La obra se divide en tres partes Del hombre exterior o corporal, Del hombre interior o racional, Del hombre íntimo y espiritual. Describe desde el punto de vista psicológico cuáles son sus características para llevar al hombre al terreno de la oración. Sistematiza lo ya escrito sobre el tema mediante un estilo sencillo pero correctísimo e incluso elegante.
- Ordenanzas y modo de gobernarse los hermanos de la congregación de Ntra. Sra. del Carmen Toledo, 1625. No se conservan ejemplares de esta edición pero sí dos manuscritos en Segovia. Se trata de una obra de contenido ascético, contiene un plan de vida para los congregantes.